# Marcel Trillat

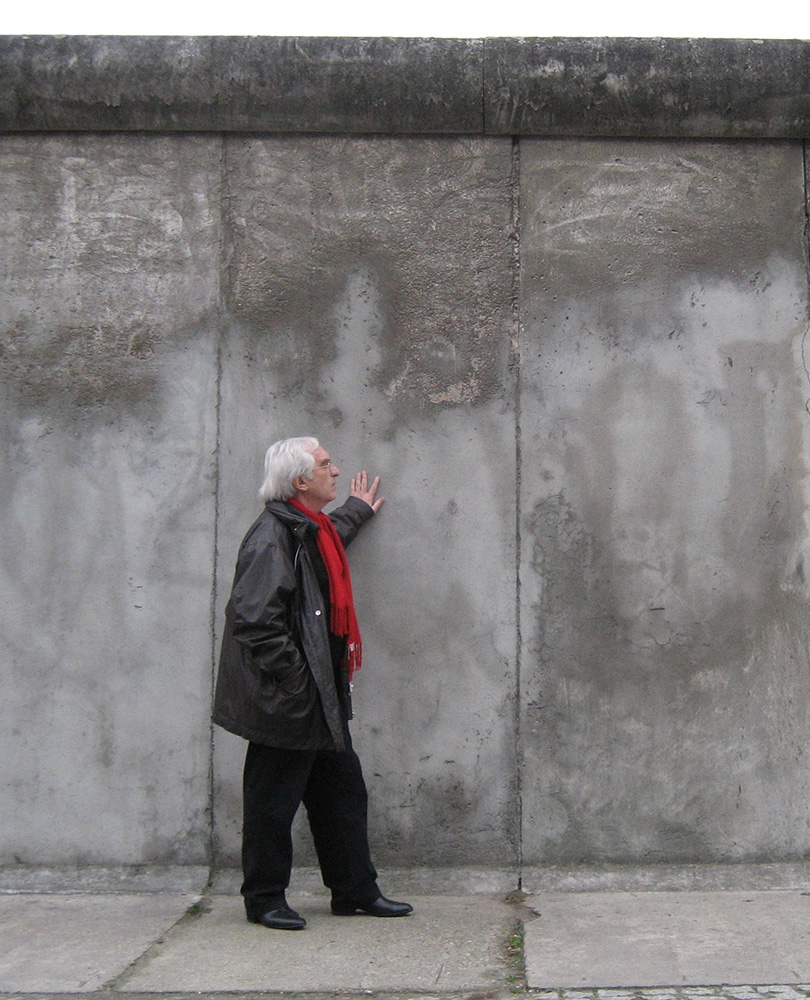
Marcel Trillat en 2006,
devant un pan conservé du mur de Berlin.

Marcel Trillat, né le 4 avril 1940 à Seyssinet-Pariset (Isère), et mort le 18 septembre 2020 à Paris, est un journaliste, réalisateur de films documentaires et auteur français.

## Biographie

### Jeunesse
Marcel Trillat grandit dans une famille d'agriculteurs de gauche (son père est militant à la SFIO). L'engagement dans la Résistance de la famille marque beaucoup le jeune Marcel. Il entre néanmoins en désaccord avec son père lorsqu'il décide de rejoindre le Parti communiste français durant la guerre d'Algérie.

### Carrière
Marcel Trillat devient journaliste à l'ORTF en 1965 en collaborant au magazine Cinq colonnes à la Une. Mis à l'index après Mai 1968, il participe à des entreprises collectives militantes comme UNICITE ou le CREPAC (Centre de recherche sur l'éducation permanente et l'action culturelle) auquel était rattachée SCOPCOLOR, coopérative de production de magazines, créées par Roger Louis avec les syndicats (CGT, CFDT...), les mouvements coopératifs et les mouvements d'éducation populaire.
En 1972, il filme les frères Bertrand, éleveurs laitiers en Haute-Savoie. Un reportage que Gilles Perret utilise en 2024, pour son documentaire La Ferme des Bertrand (César 2025 du meilleur documentaire).
En 1976 dans le cadre d'une formule rajeunie de L'Humanité Dimanche, il y ouvre avec Marcel Bluwal une rubrique de reportages, « Une vie ». En 1979-1980, il anime, avec le journaliste Jacques Dupont, la radio libre Lorraine cœur d'acier mise en place par la CGT au moment des luttes syndicales du bassin sidérurgique de Longwy,.
Sollicité par le nouveau directeur Pierre Desgraupes, il entre à la rédaction d'Antenne 2 en 1981, où il sera chef du service Société/"Info-géné", correspondant à Rome (1986-1988), directeur adjoint de l’information(1989-1991), correspondant à Moscou (1992-93), chef du service Société, reporter pour l'émission "Envoyé spécial", puis à partir de 2001, réalisateur de documentaires.
Il siège au Conseil d'administration de France Télévisions en tant que représentant du personnel (CGT) de 2001 à son départ à la retraite en 2006.

### Engagements
Ses principes éthiques et convictions franches lui ont valu des déboires : licenciement en 1968, mise à l'index par la CGT en 1980, « mis au placard » de France 2 en 1986 (par la droite) et en 1991 (par la gauche).
Marcel Trillat est un soutien de longue date du PCF, auquel il adhère en 1956, jusqu'à 1987, ainsi que du Front de gauche aux élections européennes de 2009. En 2011, il soutient publiquement Jean-Luc Mélenchon, candidat du Front de gauche à l'élection présidentielle.
Le 30 novembre 2015, il est parmi les signataires de l'Appel des 58 : « Nous manifesterons pendant l'état d'urgence »,.
En mai 2019, il appelle à voter pour la liste du Parti communiste français menée par Ian Brossat pour les élections européennes.

### Prix
- 2007 : Grand prix de la SCAM pour l'ensemble de son œuvre[16],[17].

## Filmographie
- 1966 : Une petite fille de sept ans (réalisé avec Paul Renty, reportage, noir et blanc, 15 min - ORTF)
- 1967 : Ce jour-là (réalisé avec Paul Seban et Jacques Krier, reportage, noir et blanc 27 min - Dynadia)
- 1967 : 1er mai à Saint-Nazaire (reportage, noir et blanc, 30 min - ORTF, réalisé avec Hubert Knapp)
- 1970 : Étranges étrangers (documentaire, couleur, 60 min - CREPAC/Scopcolor, image : Frédéric Variot)
- 1975-1977 : Guerre du peuple en Angola (réalisé avec Bruno Muel et Antoine Bonfanti, documentaire, 50min)
- 1988 : Les Enfants de la dalle (documentaire, 52 min - Envoyé spécial)
- 1994-1995 : Travailleurs fantômes (documentaire, 52 min - Envoyé spécial)
- 2002 : 300 jours de colère (documentaire, couleur, 92 min - VLR productions/France 2)
- 2002 : Les Prolos (documentaire, 92 min - VLR productions/France 2)
- 2005 : Femmes précaires (documentaire, 81 min - VLR productions)
- 2007 : Silence dans la vallée (documentaire, 85 min - VLR Productions)
- 2011 : L'Atlantide, une histoire du communisme, réalisé avec Maurice Failevic
- 2013 : Des étrangers dans la ville (documentaire, 69 min - Rouge Productions)